# Mystus wolffii
Mystus wolffii är en fiskart som först beskrevs av Bleeker, 1851.  Mystus wolffii ingår i släktet Mystus och familjen Bagridae. IUCN kategoriserar arten globalt som livskraftig. Inga underarter finns listade i Catalogue of Life.